# N-クロロスクシンイミド
N-クロロスクシンイミド（英語: N-chlorosuccinimide、NCS）は、化学式が C2H4(CO)2NCl の有機化合物である。白色の固体で、塩素化に使われる。また、マイルドな酸化剤としても使われる。N-Cl結合は反応性が高く、Cl+の供給源として機能する。

## 合成と反応
N-クロロスクシンイミドは、次亜塩素酸ナトリウムや次亜塩素酸 tert-ブチルまたは塩素のようなCl+源で処理することによりスクシンイミドから合成する。
電子が豊富な芳香族炭化水素（アレーン）はN-クロロスクシンイミドによって容易に塩素化される。アニリンとメシチレンはそれぞれ塩素化誘導体に変換される。

## 関連試薬
- N-ヨードスクシンイミド (NIS) - ヨウ素アナログ[4]
- N-ブロモスクシンイミド (NBS) - 臭素アナログ[5]
- その他市販されているN-クロロ化合物には、クロラミンT、トリクロロイソシアヌル酸、1,3-ジクロロ-5,5-ジメチルヒダントインがある[2]。